# کسری

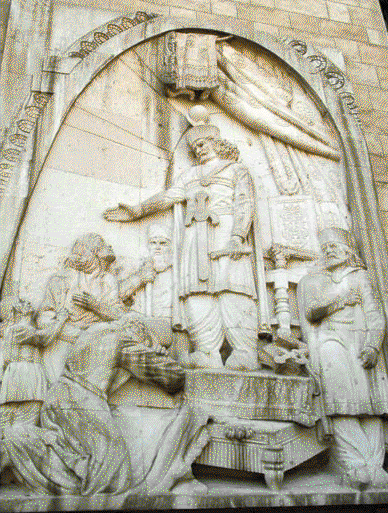
نقش‌برجستهٔ «انوشیروان دادگر» اثر غلامرضا رحیم‌زاده ارژنگ در ورودی کاخ دادگستری تهران

کَسریٰ یا کَسرا یک واژه معرب پارسی از ریشهٔ خسرو است. جمع این واژه به‌صورت اَکاسِرِه است. رواج این واژه را از زمان خسرو انوشیروان می‌دانند که نام وی در آثار عربی به گونهٔ «کسری» نوشته می‌شد. کسری همچنین یکی از اسامی شاهنامه است که فردوسی آن را برای انوشیروان به‌کار برده است. واژهٔ کسری تبدیل به لقبی در اشاره به تمام شاهنشاهان ساسانی یا دیگر پادشاهان ایران شد و نیز امروزه از اسامی پسرانه است.

## تعریف اجمالی
به نوشتهٔ لغت‌نامه دهخدا، کسری همان «خسرو» است و مطابق فرهنگ ناظم الاطباء صورت جمع آن به شکل «اَکاسِرِه»، «کَساسِرِه» و «اَکاسِر» می‌باشد. این واژه لقب پادشاه فارس و معرب خسرو، به معنای پادشاه پادشاهان، صاحب شوکت بسیار و کشور پهناور می‌باشد. به نوشتهٔ برهان قاطع: «کسری لقب هر یک از پادشاهان عجم است.» در اقرب الموارد فی فصح العربیه و الشوارد آمده: «کسری اسم پادشاه فارس است، چنانکه پادشاه روم را قیصر نامند و پادشاه ترک را خاقان و... و این معرب خسرو فارسی است و معنایش فراخ‌مُلک است ... به قیاس باید کِسرَون شود و چون کاف مکسور باشد، نسبت به آن کِسریّ و کِسرَوی است و مفتوح باشد، کَسرَویّ.»
کسری همچنین یکی از اسامی شاهنامه است که فردوسی آن برای خسرو انوشیروان به‌کار برده است. بخشی از ابیات آغازین به تخت نشستن کسرای نوشین‌روان در شاهنامه:
| چو کسری نشست از برِ تخت عاج |  | به سر برنهاد آن دل‌افروز تاج |
| بزرگان گیتی شدند انجمن     |  | چو بنشست سالار با رأی‌زن     |
| سرِ نامداران زبان برگشاد    |  | ز دادارِ نیکی‌دهش کرد یاد     |